# Lê Quý Đôn (navire)
Lê Quý Đôn ou STS Lê Quý Đôn est un trois-mâts barque, navire-école de la Marine populaire vietnamienne (en vietnamien: Hải quân nhân dân Việt Nam) depuis 2015. Il a pour port d'attache Nha Trang.
Il porte le nom du philosophe et poète Lê Quý Đôn.

## Histoire
Le voilier vietnamien a été commandé en 2013 à Marine Projects Ltd.  à Gdansk en Pologne et construit de 2014 à 2015 au chantier naval Remontowa (en). C'est un navire de conception de l'architecte naval polonais Zygmunt Choreń de Choreń Design and Consulting. Il a conçu des dizaines de navires à voile dont les célèbres Alexander von Humboldt, Fryderyk Chopin, Mir et dernièrement le navire-école algérien El-Mellah.
Son voyage inaugural, avec un équipage mixte de marins vietnamiens et polonais, a débuté le 27 septembre 2015 au départ de Gdańsk pour arriver à Nha Trang où le navire est basé à présent. L'équipage est composé de 30 personnes et 80 cadets. Il emmène un stockage pour les croisières de 45 jours. Il possède 4 petites embarcations de sauvetage.

## Emploi
Il est utilisé comme navire-école mais aussi comme un outil de diplomatie militaire par des escales à l'étranger.

## Galerie
|  |
|  |